# Kokirevo
 Kokirevo  falu Horvátországban, Károlyváros megyében. Közigazgatásilag Vojnićhoz tartozik.

## Fekvése
Károlyvárostól 21 km-re délkeletre, községközpontjától 2 km-re északra a Kordun területén fekszik.

## Története
1857-ben 116, 1910-ben 155 lakosa volt. Trianonig Modrus-Fiume vármegye Vojnići járásához tartozott. 2011-ben a falunak 42  lakosa volt.

## Lakosság
| Lakosság változása | Lakosság változása | Lakosság változása | Lakosság változása | Lakosság változása | Lakosság változása | Lakosság változása | Lakosság változása | Lakosság változása | Lakosság változása | Lakosság változása | Lakosság változása | Lakosság változása | Lakosság változása | Lakosság változása | Lakosság változása |
| ------------------ | ------------------ | ------------------ | ------------------ | ------------------ | ------------------ | ------------------ | ------------------ | ------------------ | ------------------ | ------------------ | ------------------ | ------------------ | ------------------ | ------------------ | ------------------ |
| 1857               | 1869               | 1880               | 1890               | 1900               | 1910               | 1921               | 1931               | 1948               | 1953               | 1961               | 1971               | 1981               | 1991               | 2001               | 2011               |
| 116                | 107                | 105                | 137                | 149                | 155                | 151                | 182                | 151                | 152                | 153                | 155                | 126                | 111                | 72                 | 42                 |